# Arthur Hill (6e marquis de Downshire)
Arthur Wills John Wellington Trumbull Blundell Hill, 6e marquis de Downshire (2 juillet 1871, Londres - 29 mai 1918) est un pair irlandais, appelé comte de Hillsborough jusqu'au 31 mars 1874 .

## Biographie
Il est le fils d'Arthur Hill (5e marquis de Downshire) (1844–1874), et de Georgiana Elizabeth Balfour (décédée le 12 janvier 1919), fille du colonel John Balfour de Balbirnie (1811–1895) et de Lady Georgiana Isabel Campbell (décédée le 3 décembre 1884). Il devient marquis de Downshire en 1874 à la mort de son père .
Le 22 juin 1893, il épouse Katherine Mary («Kitty») Hare (1872–1959), petite-fille de William Hare (2e comte de Listowel), à l'église St Peter, Eaton Square, Londres. Ils ont eu trois enfants :
- Arthur Hill (7e marquis de Downshire) (7 avril 1894-28 mars 1989)
- Lord Arthur Francis Henry Hill (28 août 1895 - 25 décembre 1953)
- Lady Kathleen Nina Hill (15 septembre 1898 - 30 novembre 1960).

Il vit principalement au siège de la famille, Easthampstead Park, sur 5000 acres dans le Berkshire. Le marquis possède également 115 000 acres à Hillsborough, dans le comté de Down .
Au cours de la saison de chasse 1899-1900 dans le Leicestershire, sa femme Kitty Hare, considérée comme une beauté de la société, fait la connaissance de Joseph Frederick (Joe) Laycock, un soldat millionnaire de Wiseton dans le Nottinghamshire. La relation se transforme en une affaire adultère qui conduit Arthur Hill à obtenir le divorce de sa femme en 1902. Après le divorce, Laycock épouse Kitty. Laycock avait déjà une liaison avec l'amie mariée de Kitty, Daisy Greville de Warwick avant de la rencontrer, avec qui il a eu un enfant. Cette liaison se poursuit après son mariage avec Kitty, donnant un autre enfant à la comtesse. Après son divorce d'avec Kitty Hare, Arthur Hill épouse Evelyn Grace Mary Foster (décédée le 30 décembre 1942), fille d'Edmund Benson Foster  et Edith Eleanor Grove, fille de Sir Thomas Grove (1er baronnet) (en) .
Tout au long de sa vie, Arthur Hill est considéré localement comme quelque peu excentrique mais terre-à-terre, s'habillant parfois pour suivre les bouviers d'Easthampstead Park emmenant le bétail au marché. Il a un vif intérêt pour les véhicules motorisés tels que les moteurs à vapeur et les voitures à moteur, et est "chef des pompiers volontaires de Wokingham" .
Arthur Hill, 6e marquis meurt à Easthampstead Park le 29 mai 1918 et y est enterré .